# Childhood
"Childhood" er en popsang af den amerikanske sanger Michael Jackson. Sangen blev lavet til filmen Free Willy 2, hvorefter det også kom med på HIStory-pladen (disc 2). "Childhood" er en af de tre sange fra denne plade, hvor teksten står i den medfølgende bog.
Sangen blev udgivet på en single med to A-sider (den anden sang på singlen var "Scream").
Sangens budskab er blandt andet, at man ikke skal dømme nogen uden at have gjort en seriøs indsats for at forstå dem ("Before you judge me, try hard to love me"). Den er en reference til Michaels egen barndom, plaget af arbejde, øvelse, pladekontrakter samt ikke mindst en voldelig far, der ikke ved tilbage fra såvel fysisk som verbal afstraffelse.
Videoen til sangen viser Michael siddende i en skov, om natten. Magiske både fulde af børn der leger, snakker og spiller baseball flyver hen over himlen, sandsynligvis som en reference til det fortryllede piratskib i en af Michaels egne favorit-historier, Peter Pan. 
| Musik | Spire Denne musikartikel er en spire som bør udbygges. Du er velkommen til at hjælpe Wikipedia ved at udvide den. |